# Janvier 1989

## Évènements
- Algérie : la France accorde une ligne de crédits commerciaux d'un montant initial de 3 milliards de FRF.
- États-Unis : un vaste trafic de composants du gaz moutarde a été découvert par les polices italienne, américaine avec la collaboration d'Interpol.
- France : les quatre terroristes membres de l'organisation gauchiste Action directe — Jean-Marc Rouillan, Nathalie Ménigon, Georges Cipriani et Joëlle Aubron — sont condamnés à la prison à vie assortie d'une peine de sûreté de dix-huit ans, pour le meurtre de Georges Besse, directeur de la Régie Renault.
- Irak : la chaîne de télévision américaine CBS, citant des responsables américains, dévoile que l'Irak semble produire, stocker et expérimenter des armes chimiques et bactériologiques dans au moins quatre sites, dont le plus important serait l'usine souterraine de Salman Fakh, située à une cinquantaine de kilomètres au sud-est de Bagdad.
- Pérou : la police péruvienne arrête Victor Polay, alias Commandante Rolando, dirigeant du mouvement révolutionnaire Tupac Amaru.

### Dimanche1er
- France : Pierre Joxe annonce officiellement la modification par quatre circulaires de la loi Pasqua du 9 septembre 1986 sur l'entrée et le séjour des étrangers. La première a été envoyée dès le 23 décembre 1988, les deux suivantes seront publiées le 15 janvier, et un débat parlementaire sur la révision de la loi Pasqua est annoncé pour la session du printemps avec comme but de démanteler le dispositif de contrôle de l'immigration mis en place sous le gouvernement de Jacques Chirac.
- Liban : le mouvement pro-syrien Amal et le Hezbollah s'affrontent violemment au Sud-Liban et jusqu'à Beyrouth-Ouest.
- Libye : selon le New York Times, la firme allemande Imhausen-Chemie aurait aidé à la construction de l'usine chimique de Rabtah.

### Mardi 3
- Chine : des étudiants chinois manifestent à Pékin contre les étudiants africains.

### Mercredi 4
- France : 
  - Robert Vigouroux, le maire de Marseille sortant est exclu du Parti socialiste pour avoir refusé de se retirer devant Michel Pezet.
  - Le ministre chargé de l'immigration, Claude Évin annonce une accélération des procédures de naturalisation.
- Iran - Union soviétique : l'Ayatollah Khomeiny fait remettre à Mikhaïl Gorbatchev un message, dans lequel, il écrit : « Le courage que vous montrez dans la révision d'une idéologie qui a, pendant des années, emprisonné le monde révolutionnaire dans un carcan d'acier, est digne d'éloges (…) Vous prouvez en accordant la liberté religieuse à certaines Républiques soviétiques, que vous ne croyez guère que la religion soit l'opium du peuple (…) Votre profond souci de l'islam pourrait vous débarrasser pour toujours de la question afghane, et d'autres problèmes de ce genre. ». Gorbatchev lui répondit qu'il trouvait dans ces propos des « points de convergence », mais aussi « des points de désaccord » et que « l'URSS continuerait à soutenir la grande révolution islamique. »
- Libye : deux F-14 américains abattent au-dessus de la Méditerranée deux Mig-23 libyens.
- Thaïlande : à Bangkok, assassinat d'un secrétaire de l'ambassade d'Arabie saoudite, de trois balles dans la tête, par des tueurs du Jihad islamique.

### Jeudi 5
- France : accord politique entre le RPR et l'UDF afin de présenter des listes communes dans 222 villes de plus de trente mille habitants.

### Vendredi 6
- Inde : exécutions par pendaison des deux Sikhs reconnu coupable d'avoir participé le 31 octobre 1984 à l'assassinat d'Indira Gandhi.

### Samedi 7
- France : conférence internationale de Paris sur les armes chimiques.
- Japon : décès de Hirohito (87 ans), 124e empereur du Japon, connu dès lors par son nom posthume de Shōwa. Il est remplacé par son fils Akihito.
- Nicaragua : Manuel Antonio Rugama, numéro deux militaire de la Contra, est assassiné à Tegucigalpa (Honduras).

### Dimanche 8
- France - Algérie : signature d'un protocole d'accord entre les deux pays par lequel la France alloue à l'Algérie un crédit d'un montant de 7 milliards de francs en échange de la signature d'un nouvel accord sur le gaz (signé le 12 janvier).
- Grande-Bretagne : catastrophe aérienne, un Boeing 737 des British Midlands Airways s'écrase près de l'aéroport d'East Midland, faisant 44 morts, une trentaine de blessés et 82 rescapés.
- Pays basque : l'ETA décrète la trêve des attentats (elle en annoncera la rupture le 3 avril suivant).

### Lundi 9
- France : début du procès en assises de quatre terroristes d'Action directe — Nathalie Ménigon, Joëlle Aubron, Jean-Marc Rouillan et Georges Cipriani — accusés d'avoir assassiné le 17 novembre 1986, Georges Besse, le PDG de Renault. Fin le 14 janvier.

### Mercredi 11
- Israël : les colons juifs organisent des manifestations dans le nord de la Cisjordanie. Ils reprochent au gouvernement sa « mollesse » dans la répression du soulèvement palestinien, malgré les 340 Palestiniens tués depuis décembre 1987.
- Monténégro (ex-Yougoslavie) : l'ensemble de la direction du parti communiste et la présidence du Monténégro sont poussés à la démission sous la pression de dizaines de milliers de manifestants.
- Pays basque : arrestation à Bayonne (France) de deux chefs de l'ETA, José Antonio Urrtikoetxea, alias Josu Ternera et Elena Beloqui, suivie de trois autres arrestations à Poitiers et d'une autre à Cambo-les-Bains.

### Jeudi 12
- France - Algérie : signature nouvel accord sur le gaz entre les deux pays.
- Israël : dans le nord de la Cisjordanie, les colons juifs déclenchent une grève générale et conspuent le premier ministre Yitzhak Shamir en visite sur le territoire.
- Suisse : le ministre de la Justice, Elisabeth Kopp est obligé de démissionner car son mari est impliqué dans un scandale de blanchiment de narco-dollars.
- Union soviétique : le présidium du Soviet suprême décide que la région autonome du Haut-Karabagh sera directement administrée par Moscou.

### Vendredi 13
- France : 
  - Relance, par le ministre de l'Industrie Roger Fauroux, de la polémique sur l'affaire du raid sur la Société générale, lancée à l'automne 1988 : cette affaire serait « d'une tout autre gravité » que l'affaire Péchiney.
  - Daniel Barenboïm, le directeur de l'Opéra de la Bastille est renvoyé.

### Samedi 14
- Belgique : l'ancien premier ministre Paul Vanden Boeynants est enlevé par les Brigades socialistes révolutionnaires.
- France : quatre terroristes d'Action directe — Nathalie Ménigon, Joëlle Aubron, Jean-Marc Rouillan et Georges Cipriani — accusés d'avoir assassiné le 17 novembre 1986, Georges Besse, le PDG de Renault, sont condamnés à la réclusion criminelle à perpétuité.
- Grande-Bretagne : à Bradford, une ville industrielle de trois cent mille habitants, du nord de l'Angleterre, dans laquelle vivent près de cinquante mille musulmans, a lieu une nouvelle manifestation contre Salman Rushdie et un nouvel autodafé des Versets sataniques devant la presse.

### Dimanche 15
- Tchécoslovaquie : début d'une semaine de manifestations à la mémoire de Jan Palach, jeune étudiant qui s'était immolé par le feu en 1969 pour protester contre l'intervention soviétique. La police du gouvernement communiste disperse les manifestants et procède à de nombreuses arrestations.

### Lundi 16
- France : décès de Pierre Boileau (83 ans), écrivain français.

### Mardi 17
- Belgique : à la suite de l'enlèvement de l'ancien premier ministre Paul Vanden Boeynants, les Brigades socialistes révolutionnaires demandent une rançon de 30 millions de francs belges (5 millions de FF).
- France : décès de Jeanne Denis (89 ans), elle fut la célèbre mère Denis, vedette de la publicité française.

### Mercredi 18
- Afrique du Sud : le président Pieter Botha, victime d'une congestion cérébrale, est hospitalisé.
- Bulgarie : visite officielle du président français François Mitterrand, jusqu'au 19.
- France : le Conseil supérieur de l'audiovisuel (CSA) est officiellement promulgué en remplacement de la Commission nationale de la communication et des libertés (CNCL). Il est composé de Jacques Boutet (président), Daisy de Galard (ex-CNCL), Bertrand Labrusse (ex-CNCL), Roland Faure, Francis Balle, Geneviève Guicheney, Monique Augé-Lafon et Igor Barrère.
- Union européenne : l'Assemblée des Communautés européennes vote en faveur d'un transfert partiel de ses activités de Strasbourg vers Bruxelles.

### Jeudi 19
- Afrique du Sud : à la suite de l'hospitalisation du président Pieter Botha, Chris Heunis, ministre de la Planification et du développement, devient président par intérim.
- Autriche : le ministre de l'Intérieur Karl Blecha et vice-président du parti socialiste, compromis dans une affaire de carambouille, est obligé de démissionner du gouvernement.
- Négociations Est-Ouest : fin de la troisième Conférence sur la sécurité et la coopération en Europe (CSCE) à Vienne.

### Vendredi 20
- États-Unis : le président George Bush prête serment et devient le 41e président des États-Unis[1].

- France : Alain Boublil, directeur de cabinet du premier ministre démissionne, il est remplacé dès le 21 janvier par Hervé Hanoun.

### Samedi 21
- Espagne : élection de Manuel Fraga Iribarne à la présidence de l'Alliance populaire, parti de centre-droit.
- France : à Versailles, convention nationale de deux jours du Front national, lors duquel est annoncé la présence de listes aux prochaines élections municipales dans 183 villes de plus de trente mille habitants. Jean-Marie Le Pen annonce sa candidature dans le 20e arrondissement de Paris.
- Pérou : tentative d'assassinat contre le candidat du Front démocratique, l'écrivain Mario Vargas Llosa.
- Pologne : à Varsovie, assassinat du père Stanislas Niedzielak dans son presbytère par la police politique de la dictature communiste. Il était âgé de 74 ans et proche de Solidarnosc.

### Dimanche 22
- France : lors de l'élection législative partielle de la 6e circonscription de Marseille, il y a ballottage entre Bernard Tapie (41,75 %) et l'UDF Guy Teissier (39,11 %).

### Lundi 23
- Argentine : quarante personnes sont tuées pendant l'attaque de la caserne de Tablada (province de Buenos Aires), par un commando du MTP gauchiste.
- Catalogne : à Figueres, décès de Salvador Dalí, peintre catalan à l'âge de 84 ans.
- France : décès Max Favalelli, journaliste français.
- Tadjikistan (ex-URSS) : un violent séisme cause la mort d'un millier de personnes.

### Mardi 24
- Japon : le vice-premier ministre Ken Harada, impliqué dans le scandale de l'affaire Recruit-Cosmos (politico-boursière), est obligé de démissionner du gouvernement. Il est remplacé par Koichiro Aino.

### Mercredi 25
- Autriche : le président du parlement, le socialiste Leopold Gratz, compromis dans une affaire de carambouille, est obligé de démissionner.
- Guadeloupe : à Pointe-à-Pitre, une série d'attentats à la bombe est commise durant la nuit par l'Armée Révolutionnaire Caraïbe. En avril, La police française arrêtera les vingt-cinq membres de cette organisation.
- Honduras : à Tegucigalpa, le général Gustavo Alvarez est assassiné par le Front populaire de libération du Honduras.

### Jeudi 26
- Espagne - Palestine : le chef de l'OLP Yasser Arafat est en visite officielle à Madrid où il a des entretiens avec les ministres des Affaires étrangères espagnol, français et grec.

### Vendredi 27
- Pays-Bas - Allemagne de l'Ouest : deux anciens nazis, Franz Fisher (87 ans) et Ferdinand Ausder Fünten (80 ans), condamnés pour « crimes de guerre » et incarcérés depuis 1946 dans la prison de Breda sont libérés et expulsés vers la RFA. La communauté juive et les associations de résistants protestent.

### Samedi 28
- Pérou : 240 paysans de la province d'Ayacucho sont massacrés par des terroristes du Sentier lumineux (P.C.P.-S.L. : Partido Communista del Peru Sendero Luminoso).
- Tibet : le panchen-lama meurt d'une crise cardiaque.

### Dimanche 29
- Allemagne de l'Ouest : lors des élections régionales à Berlin-Ouest, la coalition sortante CDU/FDP perd la majorité, alors que les parti des Républicains de Franz Schönhuber font une percée. Les vingt-cinq mosquées construites en quelques années, plus de trois cent mille étrangers (12,5 % de la population), et les très nombreuses troupes du pacte de Varsovie qui stationnent aux frontières de la ville seraient directement à l'origine de cette poussée nationaliste et conservatrice.
- France : 
  - Au Bourget, le RPR tient un congrès extraordinaire.
  - Au deuxième tour de l'élection législative partielle de la 6e circonscription de Marseille, Bernard Tapie est élu avec 50,85 % des voix et 40,85 % d'abstentions.

### Lundi 30
- France : mort dans un accident de ski, à Beaver Creek dans le Colorado, du prince Alphonse de Bourbon (52 ans), duc d'Anjou et de Cadix, aîné des Capétiens et chef de la maison de Bourbon.
- Liban : cessez-le-feu signé à Damas entre le Amal et le Hezbollah, après 1 mois d'affrontements.
- Pologne : à Bialystok, assassinat par asphyxie du père Stanislas Suchowolec dans son presbytère par la police politique de la dictature communiste. Un autre prêtre de Varsovie a aussi été assassiné le 21 janvier.

### Mardi 31
- États-Unis : dans le cadre de l'affaire de l'Irangate, ouverture à Washington du procès d'Oliver North.
- France :
  - La COB transmet aux instances judiciaires son dossier d'enquête sur l'affaire Pechiney.
  - Le syndicat Force ouvrière réunit son 16e congrès à Vincennes. Parmi les affaires traités, la succession d'André Bergeron.
  - Le conseil des ministres adopte le projet de loi de Pierre Bérégovoy sur les « dénoyautages ».

## Naissances
- 4 janvier : Oly Yves Roland, champion ivoirien de muay thaï.
- 9 janvier : Nina Dobrev, actrice bulgaro-canadienne.
- 10 janvier : Zuria Vega, Actrice mexicaine.
- 13 janvier : Julian Perretta, chanteur britannique.
- 14 janvier
  - Élodie Clouvel, athlète française, spécialiste du pentathlon moderne.
  - Adam Kolarek, joueur de baseball américain.
- 18 janvier : Rubén Miño, footballeur espagnol.
- 24 janvier : Trevor Mbakwe, basketteur américain.
- 25 janvier : Sheryfa Luna, chanteuse française.
- 27 janvier : 
  - Imane Boulaamane, nageuse marocaine.
  - Alberto Botía, footballeur espagnol.
  - Melek Hu, pongiste turque.
  - Jun Jung-lin, bobeur sud-coréen.
  - Daisy Lowe, mannequin et styliste britannique.
  - Yamila Nizetich, joueuse de volley-ball argentine.
- 28 janvier : 
  - Bertrand Chameroy, animateur-chroniqueur de télévision français.
  - Gamze Tazim, actrice turco-néerlandaise.
- 29 janvier : Abdelghani Demmou, footballeur algérien
- 31 janvier : Quentin Bonnetain, kayakiste français.